# Харли Куин
Д-р Харлийн Куинзел / Харли Куин (на английски: Harley Quinn) е измислен персонаж от „Батман: Анимационният сериал“, както и от комиксите за Батман. Както се предполага от името ѝ – игра на думи с „арлекин“ (harlequin), тя е облечена по начина на традиционния шегаджия. Тя е една от малкото герои, които са създадени за анимационни сериали и след това са добавени в комиксите. Помощничка е на Жокера и предано влюбена в него. Създадена е от Пол Дини и Брус Тим, и в „Батман: Анимационният сериал“ се озвучава от Арлийн Соркин. Марго Роби играе ролята в „Отряд самоубийци“ и последвалите филми от Разширената вселена на Ди Си.